# Çary Mämmedow
Çary Mämmedow (ur. 12 października 1963) – turkmeński lekkoatleta, dyskobol.
W 2000 wystartował na igrzyskach olimpijskich, na których odpadł w eliminacjach rzutu dyskiem, nie uzyskując żadnej odległości. Jest najstarszym turkmeńskim olimpijczykiem.
Jest rekordzistą kraju (rekord życiowy – 56,50 m, Aszchabad, 15 listopada 1998).